# 長安縣
長安縣，中國古縣名。
漢代初年置，其地在今陝西省西安市市區。隸屬於京兆尹。西漢、新、東漢、西晉、前趙、前秦、後秦、西魏、北周、隋、唐等朝代曾定都於此。明清時期，長安縣與咸寧縣两县同城而治，為西安府府治。2002年，長安縣被撤销，设立西安市长安区。长安县之名经历两千两百年未改，西安之名是由唐宋的京兆府、元朝的安西路、奉元路而改，並非长安。

## 建置沿革

### 漢代
長安縣在秦代為長安鄉（此名稱存在爭議），是秦始皇兄弟（成蟜）長安君的封地，隸屬於內史。漢高帝五年（前202年）始置長安縣，屬渭南郡。高帝七年（前200年），由櫟陽縣遷都長安縣。漢惠帝元年（前194年）開始修築長安城墻，次年完工。漢武帝建元六年（前135年）屬右內史。太初元年（前104年）以後為京兆尹治所。王莽改長安城為常安城，更始帝時恢復長安之名。東漢初，漢光武帝定都河南雒陽。漢獻帝初平元年（190年），董卓挾獻帝遷都長安，不久遷回雒陽。

### 魏晉南北朝
三國魏改京兆尹為京兆郡，治長安。西晉、北魏、北周時，長安縣皆屬京兆郡。北周明帝二年（558年），析置萬年縣，與長安縣同城而治。

### 隋唐
隋初，長安縣屬雍州。隋文帝開皇二年（582年），于漢長安城東南之萬年縣境內修築新城，即大興城。次年，改萬年縣為大興縣，定都于此。大業三年（607年），改雍州為京兆郡，長安縣為郡治。隋朝的大部分時間國都在大興縣，長安縣僅為州郡治所。
唐武德元年（618年），改京兆郡為雍州，改隋大興縣為萬年縣，改隋萬年縣為櫟陽縣。長安縣與萬年縣以皇城朱雀街為界，街西五十四坊屬長安縣，街東五十四坊屬萬年縣。乾封元年（666年），析長安縣置乾封縣，長安三年（703年），復併入長安縣。開元元年（713年），長安縣屬京兆府。唐昭宗天祐元年（904年）遷都洛陽。

### 宋金元明清
北宋、金時仍屬京兆府。宋宣和七年（1125年），改萬年縣為樊川縣。金大定二十一年（1181年）改樊川縣為咸寧縣，仍與長安縣同城而治。元代長安縣為奉元路治所，屬陝西行省。明洪武二年（1369年），改奉元路為西安府，仍治長安縣。此後的544年裡，長安縣為陝西省會西安府的附郭縣，沿襲至清代末年不改。

### 民國以後
1914年（民國二年），裁撤西安府，設立關中道；同時，咸寧縣併入長安縣，結束了千年來兩縣共治一城的局面。1928年，國民政府將長安縣城及城關一帶劃出，設立西安市。1930年，撤銷西安市，原西安市區域復歸長安縣管理。1943年，再次設立西安市，其行政區域為原長安縣城及城周四鄉。
1949年5月，中華民國政府撤出西安。6月，中國共產黨成立長安縣政府，隸屬於陝甘寧邊區咸陽分區；縣政府駐地為大慈恩寺，不久遷往韋曲鄉。1953年，長安縣改屬陝西省。1958年以後屬西安市。2002年6月，長安縣撤縣改區，成為西安市的市轄區之一長安區。存在了2,204年之久的長安縣成為歷史。

## 長安令
- 尹賞
- 楊黨
- 倉慈
- 黃朗
- 王惠陽
- 胡軫
- 鍾繇
- 裴祥
- 李詢
- 劉祥

## 人口
漢平帝元始二年（公元2年），長安縣有80800戶，246200人。